# Батеньков, Юрий Иванович
Юрий Иванович Батеньков (1941—1999) — специалист в области акустики и радиолокации, лауреат Государственной премии СССР 1989 г.
Родился в Лениногорске Казахской ССР.
Окончил среднюю школу во Львове (1958) и Двинское военное авиационное радиотехническое училище войск ПВО страны (1961).
В 1961—1967 гг. служил в 6-й отдельной армии ПВО (Ленинград).
В 1967—1972 гг. курсант МВИРТУ (Минское высшее инженерное радиотехническое училище ПВО), затем до 1975 г. адъюнкт там же.
После окончания адъюнктуры — старший научный сотрудник Научно-исследовательской лаборатории № 2 (НИЛ-2) МВИРТУ (МВИЗРУ).
В 1989 г. уволился из Вооружённых Сил СССР, но до 1993 г. продолжал работать в МВИЗРУ в должности начальника научно-исследовательской группы НИЛ-5.
Лауреат Государственной премии СССР 1989 г. (в составе коллектива учёных МВИЗРУ: Т. И. Шеломенцев, В. П. Долгов, В. П. Андрухов, Н. М. Слюсарь) — за разработку и внедрение в Вооружённые силы новых методов акустического и автоматического распознавания радиолокационных целей.
Награждён медалями и нагрудными знаками «Изобретатель СССР» и «Войска ПВО страны».
Умер в декабре 1999 г., похоронен в Минске.